# Струмишки апостол
Струмишкият апостол e среднобългарски книжовен паметник от ХІII век. Има 88 пергаментни листа с ниско качество.
Написан е от писар на кирилица с глаголически вписвания. Ръкописът представлява кратък изборен апостол. В края му има календар със славянските имена на месеците. Тъй като е част от колекцията на Павел Шафарик, ръкописът се споменава и като Шафариков апостол.
Ръкописът се съхранява в Прага, Народен музей (IX, Е 25, колекция от П. Й. Шафарик).